# Никитенко, Пётр Георгиевич
Пётр Георгиевич Никитенко (род. 2 января 1943) — учёный-экономист, политэконом, ноосферолог (философ). Доктор экономических наук (1991), профессор (1991). Член-корр. (1994), академик Национальной академии наук Беларуси (2000). Советник НАН Беларуси. Главный Научный сотрудник Института Экономики НАН Беларуси, профессор АУ при Президенте РБ, Госслужащий 1-го класса. Отличник образования РБ. Почётный доктор Горецкой с/х академии. Создатель и руководитель Международной инновационной и ноосферной научной школы по устойчивому развитию Беларуси.

## Биография
Род. 02 января 1943 г. в рабоче-крестьянской семье беженцев, инвалида Финской войны 1939 г. в дер. Жигалово (Витебского р-на, Витебской обл. Беларуси). До 1944 г.,освобождения г. Витебска от н.ф.захватчиков, находился в партизанской зоне Шумилинского района Витебской области, д. Козаногово. С 1944 г. после освобождения г. Витебска от н.ф.захватчиков, находился в г. Витебске. Учился в СШ 14 и СШ РМ 7 г. Витебска, после окончания которых получил среднее образование. Начал одновременно работать с 10 лет в сельском домашнем хозяйстве, родной тёти-вдовы погибшего мужа в ВОВ д. Козаногово, Шумилинского района, Витебской области. Продолжил трудовую деятельность на Витебском заводе радиодеталей в 1958 г. Окончил школу мотористов ДОСААФ г. Витебска, учеником-паяльщика керамических конденсаторов, на Витебском домостроительном комбинате электро-газосварщиком, арматурщиком, литейщиком, слесарем, токарем и др. Член ЛКСМБ с февраля 1957 г.
С 1962 по 1965 г. служил в рядах Советской Армии — школу младших командиров в Печах (г. Борисов), партийную школу 120-й Гвардейской дивизии в Уручье, окончил третьи Высшие военные командные курсы Министерства обороны СССР. Присвоено звание Подполковник. Занимался спортом с 1958 г., осваивал музыкальную грамоту и различные музыкальные инструменты. Участвовал в художественной самодеятельности, играл в оркестрах ДК ДСК. г. Витебска (саксофон, кларнет и др.), в армии, институтах г. Минска, студенческих отрядах Казахстана и др. Воинское звание подполковник.
В Советской армии был командиром отделения, зам.ком. взвода, и. о. командира роты, секретарём ком.орг.воинской части, вступил в кандидаты КПСС.
После службы в армии с 1965—1969 г.г. учёба в Белорусском государственном институте народного хозяйства им. В. В. Куйбышева (БГИНХ — ныне БГЭУ). С 1965 г. член КПСС.
Окончил Белорусский институт народного хозяйства (1969); заочную аспирантуру института (1976); заочную докторантуру АОН при ЦК КПСС (1989). С 1967 по 1983 г.— на комсомольской, партийной и советской работе: секретарь ком. орг. ПЭФ, комитета комсомола БГИНХа им. В. В. Куйбышева на правах райкома, член и руководитель студенческих строительных отрядов в Казахстане (1967—1969 г.г.) член оргбюро по созданию Центрального райкома комсомола и 2-й секретарь вновь созданного Центрального райкома комсомола г. Минска, инструктор, заведующий промышленно-транспортным отделом, секретарь райкома партии по идеологии Центрального района г. Минска. С 1983 по 1990 г. — член оргбюро и 2-й секретарь Московского райкома партии по промышленности г. Минска, председатель Московского райисполкома г. Минска, и. о. директора Института повышения квалификации при Белгосуниверситете — проректор БГУ. С 1990 по 1995 г. — первый заместитель председателя Мингорисполкома, председатель комитета экономики по экономической реформе. Госслужащий 1-го класса. Одновременно (1983—по н.в.) доцент, профессор кафедры Института повышения квалификации при Белгосуниверситете, профессор кафедры, основатель и заведующий кафедрой Академии управления при Президенте Республики Беларусь.
По собственному желанию с 1995 г. ушёл в отставку с госслужбы с поста Первого заместителя председателя Мингорисполкома, создатель и директор Минского международного белорусско-немецкого образовательного центра (IBB), с 1998 по 2010 г. — директор Института экономики НАН Беларуси, одновременно с 2002 г. — заведующий кафедрой Белорусского института правоведения. С 2002 по 2009 г. — академик-секретарь Отделения гуманитарных наук и искусств НАН Беларуси, член Президиума НАН Беларуси.
С 2010 г. Советник НАН Беларуси, главный научный сотрудник Института Экономики НАН Беларуси, вице-президент МИА- руководитель представительства МИА в Республике Беларусь.
Является номинантом Нобелевской премии по ноосферной экономике 2007 г. и Китайской премии ООН династии ТАН по устойчивому развитию 2014 г.
Работая в институте повышения квалификации преподавателей общественных наук при БГУ им. Ленина (ныне Республиканский институт высшей школы, Академии при Президенте РБ, БНТУ, БГЭУ, Горецкой сельхозакадемии, являясь руководителем экспертного Совета ВАК РБ, руководителем и членом учёных советов по аттестации кадров высшей квалификации при БГУ, БГЭУ, БНТУ, Академии Управления при Президенте РБ, Европейской Академии Естественных Наук, Институте Экономики НАН Беларуси, подготовил и аттестовал более 200-т отечественных и зарубежных докторов и кандидатов наук. Руководитель более 1000 курсовых и дипломных работ.
Являлся депутатом Центрального и Московского районных Советов и Минского Городского Совета, Советником Нацбанка РБ, членом вневедомственного Совета по статистике при Президенте РБ, научно-промышленной ассоциации предпринимателей РБ, членом Президиума Республиканского общества Знание и др.
Автор более 600 научных работ, в том числе 33 монографий, учебных пособий, учебников, и др. Является отличником образования Республики Беларусь, Почётным доктором Горецкой сельхозакадемии. Был дважды соискателем государственной премии Республики Беларусь, премии союзного государства и звания Заслуженный деятель науки Беларуси, Дважды номинант премии В. А. Коптюга (Россия) по устойчивому развитию. Имеет высокий рейтинг цитирования по индексу Хирша и др.
Награждён 5-ю медалями СССР, почётными грамотами Верховного Совета БССР, Национального собрания Республики Беларусь. Имеет более 100 грамот, знаков, дипломов Администрации и Академии управления Президента Республики Беларусь, Совета Министров Республики Беларусь, НАН Беларуси, министерств: Экономики, Иностранных дел, Промышленности, Образования, Белорусской научно-промышленной ассоциации, митрополита Минского и Слуцкого, Патриаршего Экзарха всея Беларуси, Минского горисполкома, Центрального и Московского районов г. Минска и др. Является членом и руководителем международной инженерной академии, социальных технологий, Российской академии естественных наук, международной академии организационных и управленческих наук, Европейской ассоциации организации и управления производством, национальным экспертом Европейской Экономической Комиссии при ООН и др.
Член отечественных и международных Советов и редколлегий более 15 отечественных и международных издательских структур. Научный руководитель по разработке 10 Президентских и Государственных комплексных программ социально-экономического развития: Экспорта, логистики, сферы услуг, туризма, гуманитарного развития, комплексного прогноза НТП до 2020 г., 2025 г. и 2030 г., инновационного развития, первой научной концепции национальной и экономической безопасности. Лауреат межакадемического международного рейтинга популярности «Золотая Фортуна», Георгиевская медаль «Честь. Слава. Труд» IV степени (Киев, 2004), Межакадемические и академические премии НАН Беларуси, РАН, НАН Украины, Молдовы, Грузии и др. за инновационное устойчивое развитие (Киев, 2004; Минск, 2008; Минск, 2009), Золотая медаль Всемирного форума Духов¬ной культуры (Астана, 2010), Медаль Европейской академии естественных наук им. В. И. Вернадского (Санкт-Петербург, 2013), Диплом качества Diplomadi Merito и Золотая медаль Европейской научно-промышленной палаты Europeanchambers (Брюссель, 2013). Золотой знак Международной инженерной академии инженерная доблесть, (Москва, 2011), Памятный знак Международной инженерной академии (Москва, 2012), Серебряный (Санкт-Петербург, 2009) и Золотой знак (Санкт-Петербург, 2013) имени Г. Лейбница, Медаль Ф. Скорины (Минск, 2016). Золотая медаль Национальной Инженерной академии Казахстана. (Алматы, 2017), Золотой Знак «За выдающийся вклад в развитие ноосферной культуры», Ливан, 2016 г. Медаль 40-лет Московского района «За заслуги».(2017)
Является инициатором и организатором в установлении контакта с китайскими учёными, государственными руководителями и бизнес-предпринимателями по исследованию и обмену взаимных культурных, научных, экономических достижений для миролюбивого цивилизационного развития Беларуси, России, Европы, СНГ, Китая, Тайваня и человечества в целом. Возглавил и организовал проведение данной работы посредством формирования Белорусско-Китайского общественного объединения «Международный Фонд экономического и культурного сотрудничества между городами Минском и Тайбэем» (Беларусь—Тайвань, 1995—2004) и установлением побратимских отношений от имени Мингорисполкома между городами Минск и Чанчунь (провинция Цзилинь). Соглашение об установлении побратимских связей от 18.V.1992. Организатор и Президент общественного объединения «Международный фонд экономического и культурного сотрудничества между городами Минском и Тайбэем» (Беларусь—Тайвань, 1995—2004). Неоднократно посещал с деловыми поездками Пекин, Харбин, Чанчунь, Тайбэй. Знакомился с историей и наследием китайской династии Тан (618—907 г. н. э.), что отражено в его научных трудах и практических разработках (стратегии, программы, прогнозы, механизмы). Является экспертом от Беларуси в ЕЭК при ООН по устойчивому инновационному развитию и разработчиком (экспертом) «Ноосферной этико-экологической конституции человечества». Разработчик, эксперт, консультант более 150 крупных бизнес-проектов: БМЗ, Белнефтехима, Минпрома, Лесбумпрома, и др. Участник более 200-т научных крупнейших мероприятий, конгрессов, съездов (Австрии, Австралии, Беларуси, Германии, Прибалтики, Дании, Норвегии, Финляндии, Китая, США, Голландии, Польши, России, Венгрии, Испании, Украины, Швейцарии, Румынии и др.). Установлены и поддерживаются творческие связи с более 200 выдающимися мировыми личностями.

## Научная деятельность
Результаты фундаментальных научных исследований и в научно-образовательной деятельности по подготовке и переподготовке кадров высшей квалификации.
Научные труды в области национальной и экономической безопасности, государственного управления и строительства, научно-технического, инновационного развития, повышения эффективности накопления капитала, фондов и интенсификации общественного производства. Исследования по проблемам накопления и эффективности социально-ориентированной и ноосферной экономики, общественного воспроизводства с позиции экономической взаимосвязи космоса, природы, человека и общества, являются вкладом в разработку мировой теории, методологии и методики устойчивого кластерного развития в государственном и регионально-отраслевом аспекте. Разработал экономико-математическую макромодель общественного воспроизводства ноосферной ориентации, отражающей единство природной (экологической), материальной и нематериальной (социальной) сфер общественного воспроизводства, разработал Закон социалистического накопления и фондоэффективный механизм хозяйствования. Является пионерным разработчиком понятий «Ноосферная экономика» и «Ноосферная жизнедеятельность общества».
Впервые в мировой экономической науке баланс и взаимоотношение сфер социально-ориентированного (социалистического) общественного воспроизводства автором предложено осуществлять в единстве не по двум (I, II) подразделениям, как ныне общепринято по капиталистической схеме товарного производства К. Маркса, а по трём подразделениям на основе учения В. И. Вернадского о Ноосфере, Н. Тесла об Эфире и Электричестве, Г. Лейбница об Энергии и Информации, К. Циолковского о Космосе и Вселенной, философов, биологов, ноосферологов и др. о Природе, Человеке, Обществе:
III — воспроизводство человека как биосоциального продукта (разум, знание, наука, образование, культура, услуги); С, V, М, П -воспроизводство соответственно постоянных фондов, переменных фондов, прибавочного продукта и валового национального продукта (национального богатства).
В развёрнутом виде данная модель изложена П. Г. Никитенко на стр.996-1024 в монографии «Политическая экономия: прошлое, настоящее, будущее» [текст]: П 50 монография/ под ред. В. М. Гейца, В. Н. Тарасевича. — К.: ЦУЛ, 2014. — 1058 с. Ноосферная экономика и социальная политика: Стратегия инновационного развития. УП издательский Дом Беларуская Наука, 2006 г. Работа выполнена по заданию Президента РБ А. Г. Лукашенко.
2.4. Человек рассматривается как разумный космосо-природный, духовно-нравственный, энерго-магнетический, нанотехнологический, созидательный, не живущий за чужой счёт биокластер, состоящий из воды, атомов, бактерий, микробов, вирусов, нейросетей, способный к разумной жизнедеятельности, самосовершенствованию, самовоспроизведению и переходу, трансферу (реинкорнации) в другие энерго-магнетические формы и виды существования. Разум, дух, слово, язык, сознание, знание, страх, власть, насилие, зависть, инстинкт самосохранения, интуиция, любовь, вера, надежда и другие понятия отражают названия соответствующей энерго-магнетической материальности атомов, молекул, бактерий, вирусов и других наноэлементов (10-9м) и фемтоэлементов (10-15м).
2.5. При этом само понятие «экономика» трактуется в изначальном древнегреческом словосочетании: «οiκος- ойкоc»- хозяйство (дом, жилище) и «νόμος- номос» — правило, закон. Ноосферная экономика- мировое разумное, духовно-нравственное созидательное хозяйство.
ЭКОНОМИКА в целом и её составные структурные составляющие нацелены на благо человека. Она действует во взаимосвязи и взаимообусловленности с другими естественными космосо-природными и общественными законами: сохранения материи, энергии и магнетизма, отрицания отрицания, единства и взаимопроникновения противоположностей, перехода количества в качество, соответствия спроса и предложения, возвышения потребности людей и т. д.
2.6. Ноосферная экономика трактуется как разумный, духовно-нравственный способ общественного воспроизводства человека, товаров, работ и услуг на основе совершенствования системы корпоративных стоимостных (экономических) производственных отношений и преимущественно постиндустриальных производительных сил с соответствующими показателями эффективности: креативным развитием личности, максимальной занятостью трудоспособного населения, сохранением природы для будущих поколений, качественным воспроизводством ВВП (дохода) и его справедливым распределением между членами общества в зависимости от эффективности их труда.
2.7. Оптимальная эффективность ноосферной структуры ВВП может определяться следующим образом:
1/3 ВВП — сфера вещественного производства (товара).
2/3 ВВП — социальная сфера (услуги).
В ноосферной экономике и общественном воспроизводстве главным в производительной деятельности выступает третье подразделение, которое создаёт производительные силы и совершенствует производственные отношения, стимулирует созидательную деятельность человека (домашнее хозяйство, услуги), формирует знания по природосохранению, воспитанию и воспроизводству человека.
2.8 Ноосферная экономика и предполагает экономическую (стоимостную) оценку и учёт всего природного и рукотворного накопленного национального богатства (фондов), введение его в ликвидность национальной банковской системы. Из результатов эмиссионного балансового расчёта денежной массы и расчёта денежной суммы долга следует, что вновь созданная рыночная стоимость валового национального продукта (дохода) осуществляется на основе правила золотого сечения по формуле:
ВВП (Д) = 1/3 (налоги) + 2/3 (заработная плата, прибыль, амортизация фондов).
Эмиссионный балансовый расчёт денежной массы может осуществляться по формуле:
МД = (ВВП+Д+Нф)*П/W*Ц,
где МД — денежная масса; ВВП — воспроизводство валового национального продукта (товаров, работ и услуг); Д — сумма долга; Нф — денежная сумма накопленых фондов (резерв); П — временной период; W — скорость обращения денег; Ц — уровень цен отечественных и импортных товаров, работ и услуг.
2.9 Так как в основе создания любого ВВП лежит энергия, а до середины 20-го века господствовал мускульный вид энергии, требующий воспроизводство в основном за счёт подуктов питания,- залов (хлеба), цены на которые, в основном, как базовые, негласно и определяли все остальные цены на товары и услуги. С развитием научно-технического прогресса и глобализации рынка, основанных на использовании других видов энергии (солнца, ветра, воды, газа нефти и др.), деньги, как средство международной информации и платежа разделённого и специализированного видов труда целесообразно метрологически фиксировать в международной Палате мер и весов, посредством базовых энерго-денег — кВт-час (джоули) на единицу затрат производства и реализацию товаров, работ и услуг.
2.10 Соотношения курсов национальных валют в мировом торгово-экономическом, рыночном пространстве можно осуществлять на единой измерительной сущностной основе — 1\1. При этом денежно-кредитное и ценовое обеспечение устойчивого развития экономики строго основывается на околонулевом ссудном проценте (-0.5 % <0> +0.5 %) с государственным математическим решением межотраслевого баланса трёх подразделений при необходимом лимитировании отраслей. Банковский институт наделяется функциями государственными, правами разделять доход и риск его получения с заказчиком.
2.11 Не детализируя вопроса о функции денег как информационного средства платежа и расчёта разделённого и специализированного видов труда каждого человека, предприятия, региона, каждой страны, государства отметим, что фактически проценты на кредитный долг — это «раковое» заболевание (экспонента) финансово-экономической системы, истинный генератор инфляции. Каждый цикл развития экономики просто не может не заканчиваться финансовой или военной катастрофой. Продолжительность этих циклов, перераспределения богатства, подъёма и инфляционного роста экономики определяются величиной ссудного процента. Практически независимо от того, открытой или закрытой является экономика, время, необходимое для первого, самого длинного периода ростовщического удвоения суммы обращающихся денег при взимании 3 % годовых составляет 24 года, при 6 % — 12 лет, при 12 % — 6 лет. С этими интервалами и связаны периоды инфляционно-девальвационого существования человечества и периодичность неизбежных финансовых кризисов в каждой стране и мировой экономике.
2.12 Что касается фондов, представляющих основу ноосферной экономики, то они, на наш взгляд, по своему вещественному составу отличаются от Капитала количественно. Это отличие состоит не в том, чтобы изъять из его состава рабочую силу, что имеет место в настоящее время, а в том, чтобы эта категория, наоборот, включала наряду с вещественными факторами не только рабочую силу, но и самого работника как её трудового ресурсного носителя. В составе фондов, исходя из рассмотренной нами сущности накопления, целесообразно учитывать не только трудовые ресурсы и средства производства, но и природные ресурсы, имущество, финансы, интеллектуальную собственность, другое национальное богатство.
2.13 На основе такой трактовки возможно креативное использование опыта разработки и функционирования 1965—1980 гг.фондоэффективного механизма хозяйствования в СССР (Косыгинская экономическая реформа 1965 г.).
2.14 На основе фундаментальных исследований общественного воспроизводства, автором предложено следующая трактовка закона социалистического накопления: чем совершеннее производственные отношения по поводу воспроизводства системы «природа- человек-общество», гармония, гуманизм и энергия её развития, а, следовательно, чем больше человек становится самоценностью производственных отношений и общественного богатства, чем демократичнее, свободнее и всестороннее развиваются физические и духовные способности всех членов общества, чем в большей степени труд каждого члена общества становится единственным средством удовлетворения их растущих материальных и духовных потребностей, тем разумнее используется природа, прогрессивнее (социалистичнее) становится каждый человек и в целом само общество.
2.15 Главными современными политико-экономическими принципами управления государством по формированию ноосферной экономики становятся : жить своим разумом, духовно-нравственно, суверенно, многовекторно, с опорой на собственные силы и без долгов перед настоящими и будущими поколениями Республики Беларусь: «Разумная и Духовно-Нравственная Процветающая Беларусь!»

## Основные работы
- Интенсификация производства и фондоемкость продукции. Мн.: Беларусь, 1981.
- Модель устойчивого социально-экономического развития Беларуси: проблемы формирования и эволюции. Мн.: Право и экономика, 2000.
- Цивилизационный процесс под углом ноосферного зрения. В 3-х книгах. Мн., М.: Право и экономика, 2002 (совм. с Андреевым И. Л.).
- Национальная безопасность Республики Беларусь. Современное состояние и перспективы. Мн.: Право и экономика, 2003 (в соавт.).
- Императивы инновационного развития Беларуси: Теория, методология, практика. Мн.: Право и экономика, 2003.
- Ноосферная экономика и социальная политика: стратегия инновационного развития. Мн.: Белорусская наука, 2006.